# Hypothyris ninyas
Hypothyris ninyas är en fjärilsart som beskrevs av Ferreira d'almeida 1945. Hypothyris ninyas ingår i släktet Hypothyris och familjen praktfjärilar. Inga underarter finns listade i Catalogue of Life.